# ادوين وليامز
ادوين وليامز (بالإنجليزية: Edwin Williams)‏ (و. 1986  م) هو لاعب كرة قدم أمريكية، من الولايات المتحدة، ولد في واشنطن العاصمة، يلعب كمركز ‏.

## التعليم
تعلم في ثانوية ديماثا الكاثوليكية ‏.

## روابط خارجية
- ادوين وليامز على موقع مرجع كرة القدم المحترفة.كوم (الإنجليزية)